# Parma Associazione Calcio 2000-2001
Questa voce raccoglie le informazioni del Parma Associazione Calcio nelle competizioni ufficiali della stagione 2000-2001.

## Stagione
Nell'estate 2000, la società parmense cedette Hernán Crespo alla Lazio per la cifra record di 100 miliardi di lire. Anche senza il loro centravanti, i ducali ottennero buoni risultati avanzando in Coppa Uefa.
Sul fronte del campionato, un ciclo di prestazioni negative comportò - a gennaio - l'esonero di Malesani; fu sostituito da Arrigo Sacchi, il quale lasciò l'incarico dopo poche settimane per l'accumulo - a suo dire - di eccessivo stress. Allenata da Ulivieri, la squadra fu eliminata negli ottavi di finale dal PSV Eindhoven per i gol incassati in casa. La domenica successiva alla disfatta europea si riscattò in campionato, ottenendo contro il Perugia una vittoria per 5-0 che corrisponde alla più larga affermazione gialloblu in Serie A. Sorretto da una buona organizzazione collettiva, il Parma raggiunse la finale di Coppa Italia eliminando agevolmente Venezia e Inter per poi avere ragione - con più difficoltà - dell'Udinese. Sconfitti dalla Fiorentina nel primo incontro, i ducali non andarono oltre un pareggio nel ritorno. Il campionato si concluse con il quarto posto, che consentì la partecipazione ai preliminari di Champions League.

## Divise e sponsor

Fabio Cannavaro con la divisa parmense dell'annata, sponsorizzata Mr. Day e col nuovo stemma, che sarà usato solo in quest'annata.

Il fornitore di materiale tecnico per la stagione 2000-2001 fu Champion, mentre gli sponsor ufficiali furono Parmalat e Mr. Day.
In questa stagione la società adotta un nuovo stemma, presente anche sulle maglie, consistente in uno scudo polacco con, alla parte sinistra, una croce azzurra su fondo "giallo-parma" e, alla parte destra, un toro "giallo-parma" in campo azzurro, per ricordare il podestà cittadino del XIII secolo, Torello de Strada; la novità non piace ai tifosi e, già dalla stagione successiva, si torna alla versione classica.
| Casa | Terza divisa |

## Organigramma societario
Area direttiva
- Presidente: Stefano Tanzi

Area tecnica
- Allenatore: Alberto Malesani (1ª-13ª), Arrigo Sacchi (14ª-16ª), Renzo Ulivieri (17ª-34ª)
- Collaboratori tecnici: Renzo Casellato, Gabriele Pin (14ª-34ª), Enrico Cannata (14ª-34ª)
- Preparatore atletico: Claudio Bordon
- Preparatore dei portieri: Pietro Carmignani
- Medico sociale: Massimo Manara

## Rosa
| N. |                       | Ruolo | Calciatore        |
| -- | --------------------- | ----- | ----------------- |
| 1  | Italia (bandiera)     | P     | Davide Micillo    |
| 2  | Italia (bandiera)     | D     | Luigi Sartor      |
| 3  | Italia (bandiera)     | D     | Antonio Benarrivo |
| 4  | Ghana (bandiera)      | C     | Stephen Appiah    |
| 6  | Argentina (bandiera)  | D     | Néstor Sensini    |
| 6  | Italia (bandiera)     | C     | Dino Baggio       |
| 7  | Italia (bandiera)     | C     | Diego Fuser       |
| 8  | Francia (bandiera)    | C     | Sabri Lamouchi    |
| 9  | Jugoslavia (bandiera) | A     | Savo Milošević    |
| 10 | Brasile (bandiera)    | A     | Márcio Amoroso    |
| 11 | Portogallo (bandiera) | C     | Sérgio Conceição  |
| 13 | Italia (bandiera)     | C     | Giampiero Maini   |
| 14 | Francia (bandiera)    | C     | Alain Boghossian  |
| 16 | Brasile (bandiera)    | C     | Junior            |
| 17 | Italia (bandiera)     | D     | Fabio Cannavaro   |
| 18 | Francia (bandiera)    | C     | Johan Micoud      |
| 19 | Italia (bandiera)     | D     | Stefano Torrisi   |

| N. |                      | Ruolo | Calciatore           |
| -- | -------------------- | ----- | -------------------- |
| 20 | Italia (bandiera)    | A     | Marco Di Vaio        |
| 21 | Francia (bandiera)   | D     | Lilian Thuram        |
| 24 | Italia (bandiera)    | A     | Emiliano Bonazzoli   |
| 25 | Argentina (bandiera) | C     | Matías Almeyda       |
| 26 | Colombia (bandiera)  | C     | Johnnier Montaño     |
| 28 | Italia (bandiera)    | D     | Paolo Cannavaro      |
| 29 | Colombia (bandiera)  | C     | Jorge Bolaño         |
| 30 | Italia (bandiera)    | C     | Simone Basso         |
| 31 | Italia (bandiera)    | C     | Alessio D'Imporzano  |
| 32 | Italia (bandiera)    | D     | Carlalberto Ludi     |
| 33 | Italia (bandiera)    | D     | Gianluca Falsini     |
| 35 | Italia (bandiera)    | C     | Manuel Saccani       |
| 36 | Italia (bandiera)    | C     | Francesco Cardillo   |
| 38 | Guinea (bandiera)    | D     | Alain Roger Bangoura |
| 70 | Camerun (bandiera)   | A     | Patrick Mboma        |
| 77 | Italia (bandiera)    | P     | Gianluigi Buffon     |
| 99 | Italia (bandiera)    | P     | Matteo Guardalben    |

## Risultati

### Serie A

#### Girone di andata
| Arbitro: | Messina (Bergamo) |

|                           |           |                            |
| M. Amoroso 5’, 90’ (rig.) | Marcatori | 65’ Pierini 85’ C. Amoroso |

| Brescia 15 ottobre 2000 2ª giornata | Brescia          | 0 – 0 referto | Parma | Stadio Mario Rigamonti (12000 spett.)\| Arbitro: \| Nucini (Ravenna) \| |
| Arbitro:                            | Nucini (Ravenna) |               |       |                                                                         |

| Arbitro: | Bonfrisco (Monza) |

|                                          |           |            |
| Bucchi 4’ Materazzi 11’ Gio. Tedesco 19’ | Marcatori | 79’ Micoud |

| Arbitro: | Cesari (Genova) |

|               |           |  |
| Mboma 4’, 66’ | Marcatori |  |

| Arbitro: | Bonfrisco (Monza) |

|  |           |           |
|  | Marcatori | 87’ Mboma |

| Arbitro: | Borriello (Mantova) |

|                         |           |  |
| Lamouchi 84’ Micoud 90’ | Marcatori |  |

| Arbitro: | Rodomonti (Teramo) |

|                    |           |               |
| Nervo 55’ Cruz 84’ | Marcatori | 61’ Conceição |

| Arbitro: | Rosetti (Torino) |

|                            |           |  |
| Conceição 10’ Lamouchi 90’ | Marcatori |  |

| Arbitro: | Ayroldi (Molfetta) |

|                            |           |  |
| Lamouchi 19’ Conceição 83’ | Marcatori |  |

| Arbitro: | Collina (Viareggio) |

|             |           |  |
| Ferrara 14’ | Marcatori |  |

| Arbitro: | Treossi (Forlì) |

|  |           |               |
|  | Marcatori | 46’, 63’ Toni |

| Arbitro: | Collina (Viareggio) |

|                         |           |                          |
| Pecchia 47’ Amoruso 81’ | Marcatori | 41’ Micoud 74’ Milosevic |

| Arbitro: | Castellani (Verona) |

|  |           |                  |
|  | Marcatori | 20’, 53’ Dionigi |

| Arbitro: | De Santis (Tivoli) |

|              |           |             |
| C. Vieri 70’ | Marcatori | 32’ Di Vaio |

| Arbitro: | Paparesta (Bari) |

|               |           |                    |
| Milosevic 74’ | Marcatori | 90+4’ C. Lucarelli |

| Arbitro: | Cassarà (Palermo) |

|  |           |                  |
|  | Marcatori | 37’, 58’ Di Vaio |

| Arbitro: | Farina (Novi Ligure) |

|             |           |                    |
| Di Vaio 36’ | Marcatori | 74’, 83’ Batistuta |

#### Girone di ritorno
| Arbitro: | Rosetti (Torino) |

|  |           |              |
|  | Marcatori | 6’ Conceição |

| Arbitro: | Borriello (Mantova) |

|                                    |           |  |
| Mboma 55’ Conceição 67’ Junior 78’ | Marcatori |  |

| Arbitro: | Rosetti (Torino) |

|                                                                  |           |  |
| Torrisi 12’ Milosevic 33’, 87’ Di Vaio 61’ M. Amoroso 82’ (rig.) | Marcatori |  |

| Arbitro: | Trentalange (Torino) |

|                                  |           |                              |
| Maldini 22’ Guglielminpietro 50’ | Marcatori | 24’ Milosevic 81’ M. Amoroso |

| Arbitro: | P. Rossi (Ciampino) |

|                            |           |  |
| Di Vaio 13’, 33’, 44’, 66’ | Marcatori |  |

| Arbitro: | Paparesta (Bari) |

|                  |           |                                        |
| Fiore 57’ (rig.) | Marcatori | 12’ Di Vaio 60’ (rig.), 82’ M. Amoroso |

| Parma 1º aprile 2001 24ª giornata | Parma              | 0 – 0 referto | Bologna | Stadio Ennio Tardini\| Arbitro: \| Tombolini (Ancona) \| |
| Arbitro:                          | Tombolini (Ancona) |               |         |                                                          |

| Arbitro: | Messina (Bergamo) |

|                   |           |  |
| Thuram 12’ (aut.) | Marcatori |  |

| Arbitro: | Paparesta (Bari) |

|  |           |               |
|  | Marcatori | 28’ Milosevic |

| Parma 22 aprile 2001 27ª giornata | Parma           | 0 – 0 referto | Juventus | Stadio Ennio Tardini\| Arbitro: \| Braschi (Prato) \| |
| Arbitro:                          | Braschi (Prato) |               |          |                                                       |

| Arbitro: | Treossi (Forlì) |

|  |           |             |
|  | Marcatori | 81’ Di Vaio |

| Arbitro: | Collina (Viareggio) |

|                                           |           |  |
| Micoud 32’ Milosevic 51’ Di Vaio 66’, 76’ | Marcatori |  |

| Arbitro: | Bolognino (Milano) |

|                  |           |  |
| Bernini 38’, 75’ | Marcatori |  |

| Arbitro: | Trentalange (Torino) |

|                             |           |              |
| Junior 14’, 89’ Di Vaio 74’ | Marcatori | 90’ C. Vieri |

| Arbitro: | Saccani (Mantova) |

|           |           |                         |
| Viali 58’ | Marcatori | 63’ Milosevic 83’ Mboma |

| Arbitro: | Paparesta (Bari) |

|                |           |                                |
| M. Amoroso 69’ | Marcatori | 32’ (rig.) Oddo 87’ M. Cossato |

| Arbitro: | Braschi (Prato) |

|                                      |           |             |
| Totti 19’ Montella 39’ Batistuta 78’ | Marcatori | 82’ Di Vaio |

### Coppa Italia
| Arbitro: | Bertini (Arezzo) |

|               |           |             |
| Valtolina 41’ | Marcatori | 58’ Di Vaio |

| Arbitro: | Paparesta (Bari) |

|                                                                        |           |                   |
| Micoud 18’ M. Amoroso 41’, 51’ (rig.) Milošević 48’ (rig.) Di Vaio 89’ | Marcatori | 55’ De Franceschi |

| Arbitro: | Trentalange (Torino) |

|                                                                               |           |            |
| Serena 18’ (aut.) Micoud 33’ Montaño 34’ M. Amoroso 39’ Appiah 53’ Sartor 59’ | Marcatori | 44’ Recoba |

| Milano 14 dicembre 2000, ore 21:00 Quarti di finale - Ritorno | Inter             | 0 – 0 referto | Parma | Stadio Giuseppe Meazza\| Arbitro: \| Pirrone (Messina) \| |
| Arbitro:                                                      | Pirrone (Messina) |               |       |                                                           |

| Arbitro: | Tombolini (Ancona) |

|                    |           |               |
| Margiotta 75’, 90’ | Marcatori | 5’ M. Amoroso |

| Arbitro: | Rodomonti (Teramo) |

|             |           |  |
| Di Vaio 39’ | Marcatori |  |

| Arbitro: | Borriello (Mantova) |

|  |           |            |
|  | Marcatori | 86’ Vanoli |

| Arbitro: | De Santis (Tivoli) |

|                |           |               |
| Nuno Gomes 65’ | Marcatori | 39’ Milošević |

### Coppa UEFA
| Arbitro: | Sundell |

|  |           |                           |
|  | Marcatori | 23’ Conceição 74’ Di Vaio |

| Arbitro: | Lajuks |

|                                            |           |  |
| Montaño 39’ Bonazzoli 53’, 80’ Di Vaio 88’ | Marcatori |  |

| Arbitro: | Gonzales |

|                     |           |  |
| M. Amoroso 61’, 78’ | Marcatori |  |

| Arbitro: | Gallagher |

|            |           |  |
| Šokota 32’ | Marcatori |  |

| Arbitro: | Sars |

|                      |           |                      |
| Appiah 2’ Micoud 12’ | Marcatori | 79’ Týce 79’ Beierle |

| Arbitro: | Irvine |

|  |           |                                     |
|  | Marcatori | 74’ (rig.) M. Amoroso 87’ Conceição |

| Arbitro: | Vassaras |

|                          |           |           |
| Ooijer 24’ Rommedahl 73’ | Marcatori | 66’ Mboma |

| Arbitro: | Colombo |

|                                       |           |                          |
| Milošević 63’ (rig.), 68’ Montaño 90’ | Marcatori | 32’ Rommedahl 73’ Kežman |

## Statistiche

### Statistiche di squadra
| Competizione | Punti | In casa | In casa | In casa | In casa | In casa | In casa | In trasferta | In trasferta | In trasferta | In trasferta | In trasferta | In trasferta | Totale | Totale | Totale | Totale | Totale | Totale | DR  |
| Competizione | Punti | G       | V       | N       | P       | Gf      | Gs      | G            | V            | N            | P            | Gf           | Gs           | G      | V      | N      | P      | Gf     | Gs     | DR  |
| ------------ | ----- | ------- | ------- | ------- | ------- | ------- | ------- | ------------ | ------------ | ------------ | ------------ | ------------ | ------------ | ------ | ------ | ------ | ------ | ------ | ------ | --- |
| Serie A      | 56    | 17      | 9       | 4       | 4       | 32      | 12      | 17           | 7            | 4            | 6            | 19           | 19           | 34     | 16     | 8      | 10     | 51     | 31     | +20 |
| Coppa Italia | -     | 4       | 3       | 0       | 1       | 12      | 3       | 4            | 0            | 3            | 1            | 3            | 4            | 8      | 3      | 3      | 2      | 15     | 7      | +8  |
| Coppa UEFA   | -     | 4       | 3       | 1       | 0       | 11      | 4       | 4            | 2            | 0            | 2            | 5            | 3            | 8      | 5      | 1      | 2      | 16     | 7      | +9  |
| Totale       | -     | 25      | 15      | 5       | 5       | 55      | 19      | 25           | 9            | 7            | 9            | 27           | 26           | 50     | 24     | 12     | 14     | 82     | 45     | +37 |

### Andamento in campionato
| Giornata  | 1 | 2  | 3  | 4 | 5 | 6 | 7 | 8 | 9 | 10 | 11 | 12 | 13 | 14 | 15 | 16 | 17 | 18 | 19 | 20 | 21 | 22 | 23 | 24 | 25 | 26 | 27 | 28 | 29 | 30 | 31 | 32 | 33 | 34 |
| --------- | - | -- | -- | - | - | - | - | - | - | -- | -- | -- | -- | -- | -- | -- | -- | -- | -- | -- | -- | -- | -- | -- | -- | -- | -- | -- | -- | -- | -- | -- | -- | -- |
| Luogo     | C | T  | T  | C | T | C | T | C | C | T  | C  | T  | C  | T  | C  | T  | C  | T  | C  | C  | T  | C  | T  | C  | T  | T  | C  | T  | C  | T  | C  | T  | C  | T  |
| Risultato | N | N  | P  | V | V | V | P | V | V | P  | P  | N  | P  | N  | N  | V  | P  | V  | V  | V  | N  | V  | V  | N  | P  | V  | N  | V  | V  | P  | V  | V  | P  | P  |
| Posizione | 6 | 11 | 15 | 9 | 7 | 6 | 7 | 6 | 4 | 6  | 8  | 8  | 10 | 10 | 9  | 8  | 11 | 7  | 5  | 4  | 4  | 4  | 4  | 4  | 4  | 4  | 4  | 4  | 4  | 4  | 4  | 4  | 4  | 4  |

Fonte:  Serie A 2000/2001, su smr.worldfootball.net.
Legenda:

Luogo: C = Casa; T = Trasferta. Risultato: V = Vittoria; N = Pareggio; P = Sconfitta.

### Statistiche dei giocatori
| Giocatore     | Serie A  | Serie A | Serie A     | Serie A    | Coppa Italia | Coppa Italia | Coppa Italia | Coppa Italia | Coppa UEFA | Coppa UEFA | Coppa UEFA  | Coppa UEFA | Totale   | Totale | Totale      | Totale     |
| Giocatore     | Presenze | Reti    | Ammonizioni | Espulsioni | Presenze     | Reti         | Ammonizioni  | Espulsioni   | Presenze   | Reti       | Ammonizioni | Espulsioni | Presenze | Reti   | Ammonizioni | Espulsioni |
| ------------- | -------- | ------- | ----------- | ---------- | ------------ | ------------ | ------------ | ------------ | ---------- | ---------- | ----------- | ---------- | -------- | ------ | ----------- | ---------- |
| M. Almeyda    | 16       | 0       | 9           | 0          | 3            | 0            | 1            | 0            | 4          | 0          | 0           | 0          | 23       | 0      | 10          | 0          |
| M. Amoroso    | 23       | 7       | 4           | 0          | 6            | 4            | 2            | 0            | 5          | 3          | 0           | 0          | 34       | 14     | 6           | 0          |
| S. Appiah     | 15       | 0       | 2           | 0          | 5            | 1            | 0            | 0            | 6          | 1          | 0           | 0          | 26       | 2      | 2           | 0          |
| D. Baggio     | 0        | 0       | 0           | 0          | 2            | 0            | 0            | 0            | 1          | 0          | 0           | 0          | 3        | 0      | 0           | 0          |
| S. Basso      | 0        | 0       | 0           | 0          | 1            | 0            | 0            | 0            | 0          | 0          | 0           | 0          | 1        | 0      | 0           | 0          |
| A. Benarrivo  | 13       | 0       | 3           | 0          | 2            | 0            | 0            | 0            | 4          | 0          | 1           | 0          | 19       | 0      | 4           | 0          |
| A. Boghossian | 15       | 0       | 1           | 0          | 5            | 1            | 0            | 0            | 6          | 1          | 0           | 0          | 26       | 2      | 1           | 0          |
| J. Bolaño     | 12       | 0       | 3           | 0          | 3            | 0            | 0            | 0            | 4          | 0          | 1           | 0          | 19       | 0      | 4           | 0          |
| E. Bonazzoli  | 1        | 0       | 0           | 0          | 0            | 0            | 0            | 0            | 1          | 2          | 0           | 0          | 2        | 2      | 0           | 0          |
| G. Buffon     | 34       | -31     | 1           | 0          | 2            | -2           | 0            | 0            | 7          | -7         | 0           | 0          | 43       | -40    | 1           | 0          |
| F. Cannavaro  | 33       | 0       | 5           | 0          | 7            | 0            | 1            | 0            | 6          | 0          | 4           | 1          | 46       | 0      | 10          | 1          |
| P. Cannavaro  | 4        | 0       | 2           | 1          | 2            | 0            | 0            | 0            | 3          | 0          | 1           | 0          | 9        | 0      | 3           | 1          |
| S. Conceição  | 25       | 5       | 4           | 0          | 5            | 0            | 0            | 0            | 6          | 2          | 0           | 0          | 36       | 7      | 4           | 0          |
| M. Di Vaio    | 27       | 15      | 0           | 0          | 7            | 3            | 0            | 0            | 5          | 2          | 0           | 0          | 39       | 20     | 0           | 0          |
| G. Falsini    | 13       | 0       | 1           | 0          | 4            | 0            | 1            | 0            | 3          | 0          | 0           | 0          | 20       | 0      | 2           | 0          |
| D. Fuser      | 26       | 0       | 1           | 0          | 5            | 0            | 0            | 0            | 6          | 0          | 1           | 0          | 37       | 0      | 2           | 0          |
| M. Guardalben | 0        | 0       | 0           | 0          | 6            | -5           | 0            | 0            | 1          | 0          | 0           | 0          | 7        | -5     | 0           | 0          |
| Júnior        | 19       | 3       | 1           | 0          | 5            | 0            | 0            | 0            | 7          | 0          | 0           | 0          | 31       | 3      | 1           | 0          |
| S. Lamouchi   | 29       | 3       | 5           | 1          | 7            | 0            | 1            | 0            | 7          | 0          | 0           | 0          | 43       | 3      | 6           | 1          |
| P. Mboma      | 20       | 5       | 0           | 0          | 4            | 0            | 0            | 0            | 3          | 1          | 0           | 0          | 27       | 6      | 0           | 0          |
| J. Micoud     | 29       | 4       | 3           | 0          | 6            | 2            | 0            | 0            | 4          | 1          | 0           | 0          | 39       | 7      | 3           | 0          |
| S. Milošević  | 21       | 8       | 4           | 1          | 5            | 2            | 0            | 0            | 5          | 2          | 0           | 0          | 31       | 12     | 4           | 1          |
| J. Montaño    | 5        | 0       | 0           | 0          | 2            | 1            | 0            | 0            | 4          | 2          | 0           | 0          | 11       | 3      | 0           | 0          |
| L. Sartor     | 19       | 0       | 1           | 0          | 7            | 1            | 0            | 0            | 3          | 0          | 0           | 0          | 29       | 1      | 1           | 0          |
| N. Sensini    | 19       | 0       | 1           | 0          | 4            | 0            | 0            | 0            | 0          | 0          | 0           | 0          | 23       | 0      | 1           | 0          |
| L. Thuram     | 30       | 0       | 1           | 0          | 8            | 0            | 1            | 0            | 7          | 0          | 0           | 0          | 45       | 0      | 2           | 0          |
| S. Torrisi    | 21       | 1       | 1           | 1          | 2            | 0            | 0            | 0            | 7          | 0          | 0           | 0          | 30       | 1      | 1           | 1          |